# John Leslie Barford
John Leslie Barford (1886 - 1937) was een Brits dichter die schreef onder het pseudoniem Philebus. Volgens Timothy D'Arch Smith was hij arts bij de Britse koopvaardij. Enkele bekende werken van Barford zijn Ladslove Lyrics (1918), Young Things (1921), Fantasies (1923) en Whimsies (1934).

## Meer lezen
- (en)  Smith, Timothy D'Arch. Love in Earnest: Some Notes on the Lives and Writings of English "Uranian" Poets from 1889 to 1930. Routledge & K. Paul, 1970.

- Gemeinsame Normdatei: 119276563X
- Library of Congress Control Number: nr91029083
- Virtual International Authority File: 7438156619131628780001